# 米格爾·巴索拉
米格爾·安赫爾·巴索拉（西班牙語：Miguel Ángel Barzola；1982年5月14日—）是一名阿根廷田徑運動員，曾代表國家參加2012年倫敦奧運的男子馬拉松比賽，最終獲得第35名，並未獲得獎牌。